# Baćinska jezera
Baćinska jezera so skupina kraških sladkovodnih jezer pri kraju Baćina v Srednji Dalmaciji (Hrvaška).

## Lega
Baćinska jezera ležijo pri kraju Baćina severno od Ploč na desni, severozahodni strani Neretve ob magistralni cesti Split–Dubrovnik.

## Opis
Baćinska jezera so sestavljena iz šestih med seboj povezanih in enega ločenega jezera (Oćuša, Crniševo, Podgora, Sladinac, Vrbnik, Šipak in Plitko jezero) s skupno površino 1,38 km². Po površini je največje Oćusko jezero, najgloblje pa Crniševo, ki doseže globino 34 m. Vrbnik je najmanjše in edino jezero, ki ni povezano z ostalimi. Jezera obkrožajo travniki in nasadi jablan, ob bregu pa so številne majhne plaže. Jezera so priljubljen cilj izletnikov in turistov. V okolici je več kampov.

## Zanimivost
Voda iz jezer odteka v zaliv Ploče po predoru, izkopanem v letih 1911 in 1912. Jezera so bogata s sladkovodnimi ribami in ciplji, ki so se v jezera naselili po izgradnji predora.